# Sello de Salomón (leyenda)

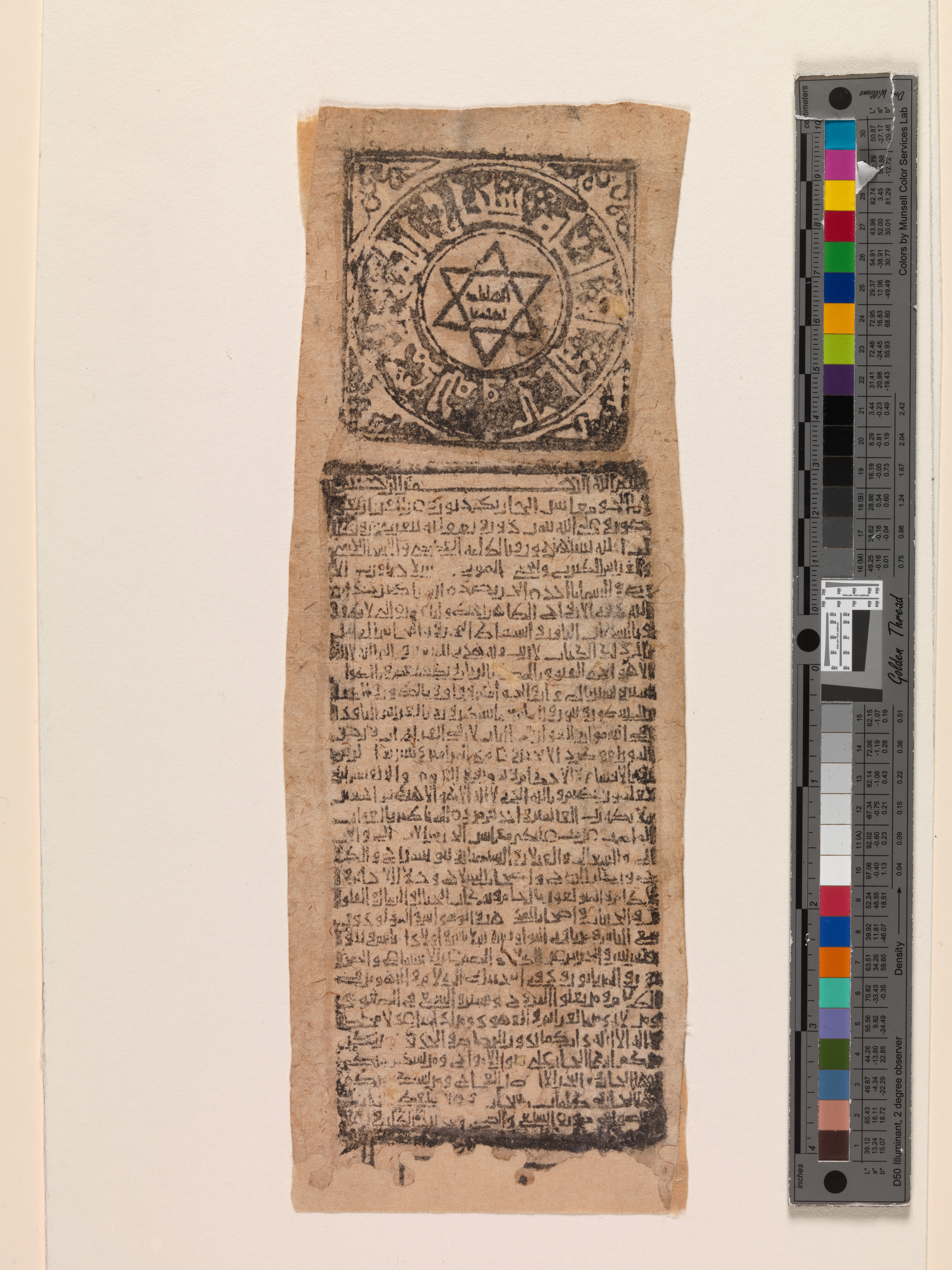
Pergamino talismánico con el sello de Salomón, califato fatimí del

El sello de Salomón o anillo de Salomón (en hebreo: חותם שלמה‎, Ḥotam Shlomo; en árabe: خاتم سليمان‎, Khātam Sulaymān) es un legendario anillo de sello que es atribuido al rey israelita Salomón en tradiciones místicas medievales, a partir de las cuales la leyenda se desarrolló en paralelo dentro del misticismo judío, el misticismo islámico (sufismo) y el ocultismo occidental. Como símbolo, es predecesor de la estrella de David, el símbolo cultural y religioso contemporáneo del pueblo judío.
Era representado a menudo en forma de estrella pentagonal o de hexagrama. Suele consistir en una estrella de David (dos triángulos invertidos) rodeada por un círculo. A diferencia de la estrella de David, las ramas del sello de Salomón van entrelazadas. Se menciona en varios textos, generalmente de carácter religioso, legendario y mágico, en los que aparece el profeta y rey de Israel Salomón. En el conocimiento popular religioso, el anillo es descrito de diversas formas como el que le dio a Salomón el poder de dar órdenes sobre lo sobrenatural, incluyendo a los shedim y los jinn, así como también el de hablar con los animales. Gracias a la proverbial sabiduría de Salomón, el sello llegó a ser visto como un amuleto o talismán, o un símbolo o incluso un personaje en la magia medieval y renacentista, el ocultismo y la alquimia.

Los dos triángulos representan la alianza del agua y el fuego.

## Nombre
Las diversas tradiciones hablan de un sello o troquel, empleado para marcar una impresión, a menudo o más frecuentemente por medio de un anillo de sello poseído o fabricado por el rey Salomón y, por tanto, llamado «Sello de Salomón». La marca que dejaba correspondía o bien al nombre de Dios o a un hexagrama y se usaba para dar fe de la autoridad de su portador, a menudo con efectos mágicos.
El nombre de «sello de Salomón» era dado al hexagrama que era grabado en el fondo de las copas en la tradición árabe. En Las mil y una noches (capítulo 20), Simbad obsequió a Harún al-Rashid con una copa de éstas, en la que estaba grabada la «Bandeja de comida de Salomón».

## Historia

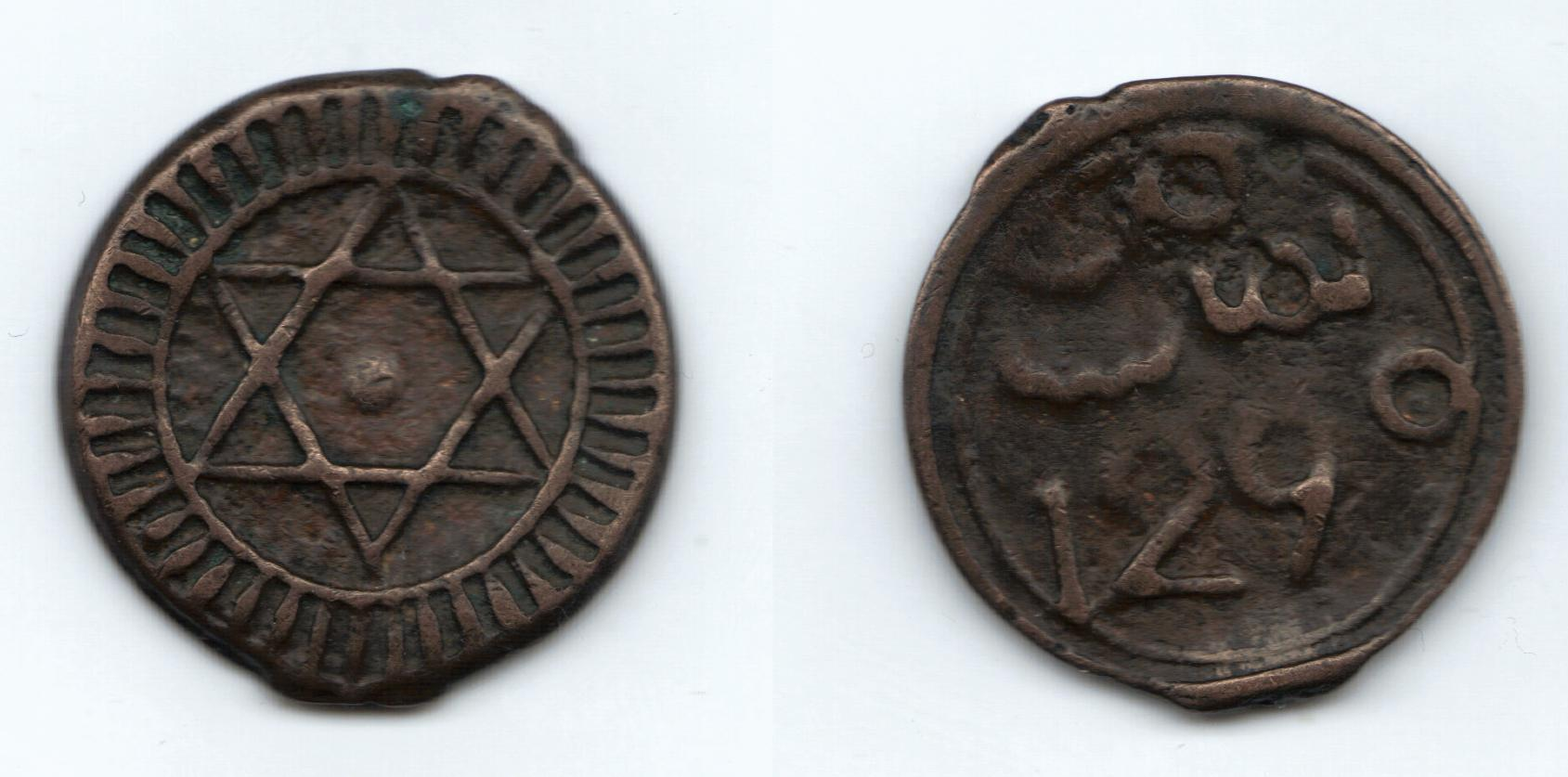
Un hexagrama en el anverso de la moneda marroquí de 4 Falus, fechado en 1290 AH (1873/4 d. C.).

Una forma variante del «Sello secreto de Salomón», como aparece en el grimorio del, La llave menor de Salomón.

Las primeras referencias al sello/anillo grabado de Salomón provienen de tradiciones judías. Se le menciona por primera vez por el historiador judío del siglo I d. C. Flavio Josefo, : 8.41-49 y es referenciado de manera similar en el texto mágico judío del siglo III d. C. Sefer HaRazim y luego nuevamente encuentra expresión en una sección agádica del tratado Guitín también dentro del talmud babilónico. En paralelo, un manual griego de magia judeocristiana del siglo I d. C.conocido como Testamento de Salomón también hace referencia al Sello de Salomón.
La tradición del Sello de Salomón se abrió paso posteriormente en fuentes árabes islámicas, como lo describe Gershom Scholem (el fundador de los estudios académicos modernos de la Cabalá): «Es difícil decir durante cuánto tiempo se han usado ciertos nombres definitivos para varios de los sellos más comunes. Los árabes popularizaron especialmente muchos de tales términos, pero solo los de Sello de Salomón y Escudo de David, que con frecuencia son usados indistintamente para referirse a los dos emblemas, se remontan a la magia judía preislámica. No se originaron entre los árabes que, dicho sea de paso, conocen solamente la designación de Sello de Salomón».
La leyenda del Sello de Salomón fue desarrollada principalmente por autores del Medio Oriente medievales, quienes relataron que el anillo había sido grabado por Dios mismo y dado al rey directamente desde el cielo. El anillo estaba hecho de latón y hierro, y cada parte era usadas para sellar órdenes escritas a espíritus buenos y malos, respectivamente. En un relato, un demonio—Asmodeo o Sakhr—, llegó a hacerse con la posesión del anillo y gobernó en lugar de Salomón durante cuarenta días. En una variante del relato del «anillo de Polícrates» de Heródoto, el demonio eventualmente arrojó el anillo al mar, donde fue tragado por un pez, a su vez pescado por un pescador caritativo, quien sin saberlo se lo dio de comer al derrocado Salomón, devolviéndolo al poder.
Es difícil de establecer la fecha de las leyendas de origen que rodean al Sello de Salomón. Una leyenda sobre un anillo mágico con el que el poseedor podía dar órdenes a los demonios ya era popular en el siglo I (Flavio Josefo : 8.2 menciona a un tal Eleazar que usó un anillo tal en presencia de Vespasiano), pero la asociación del anillo con el nombre del rey Salomón es probablemente medieval, con todo y la existencia del texto apócrifo del siglo II d. C., Testamento de Salomón. El tratado Guitín (folio 68) del Talmud tiene una historia que involucra a Salomón, el demonio Asmodeo y un anillo con el nombre divino grabado: Salomón le da el anillo y una cadena a un tal Benaiahu, hijo de Joiada, para que atrape al demonio Ashmedai, y así obtener la ayuda del demonio para construir el templo; Ashmedai luego engaña a Salomón para que le dé el anillo y se lo traga.
La especificación de que el diseño del sello era el de un hexagrama parece haber surgido de una tradición árabe medieval, y la mayoría de expertos asumen que el símbolo entró en la tradición cabalística de la España medieval proveniente de la literatura árabe. La representación del sello como un pentagrama, por el contrario, parece haber surgido en la tradición occidental de magia renacentista (que a su vez fue fuertemente influenciada por el ocultismo árabe y judío medievales); el obispo y anticuario inglés White Kennett (1660-1728) hace referencia a un «pentángulo de Salomón» con el poder de exorcizar demonios.
Los hexagramas aparecen de manera prominente en la literatura esotérica judía del período medieval temprano, y se ha hipotetizado que la tradición del Sello de Salomón pueda ser posiblemente anterior al islam y datar de la tradición esotérica rabínica temprana, o de la alquimia temprana en el judaísmo helenístico en el Egipto del siglo III d. C.
El hexagrama o «Estrella de David», que durante el periodo moderno se convirtió en símbolo del judaísmo y que fue puesta en la bandera de Israel en 1948, tiene su origen en representaciones del Sello de Salomón del siglo XIV d. C. En 1354, el rey de Bohemia Carlos IV prescribió una bandera roja tanto con el escudo de David como con el sello de Salomón para los judíos de Praga, mientras que la bandera roja con la que los judíos recibieron al rey Matías de Hungría en el siglo XV d. C. incluía dos pentagramas con dos estrellas doradas.
El poeta y dramaturgo franco-alemán Lippmann Moses Büschenthal (m. 1818) escribió una tragedia con el título Der Siegelring Salomonis («El anillo de sello de Salomón»). Asimismo, se fundó una «Orden del Sello de Salomón» en 1874 en Etiopía, donde la casa gobernante afirmaba ser descendiente de Salomón.
En muchas representaciones del Sello de Salomón, los dos triángulos van entrelazados, lo que da la apariencia de una figura tridimensional. Se afirmaba en el Testamento de Salomón que esto era para confundir y marear a los demonios, de forma que fueran incapaces de hacerle daño a Salomón.

## Misticismo, leyendas y otros usos

Bandera de Nigeria bajo el dominio colonial británico (1914-1960).

En la escatología islámica, hay quienes creen que la Bestia de la Tierra, que ha de aparecer cerca del día del Juicio Final, vendrá portando «el Sello de Salomón», y que lo usará para marcar las narices de los incrédulos.